# Apospasta rantaizanensis
Apospasta rantaizanensis är en fjärilsart som beskrevs av Alfred Ernest Wileman 1915. Apospasta rantaizanensis ingår i släktet Apospasta och familjen nattflyn. Inga underarter finns listade i Catalogue of Life.

## Bildgalleri

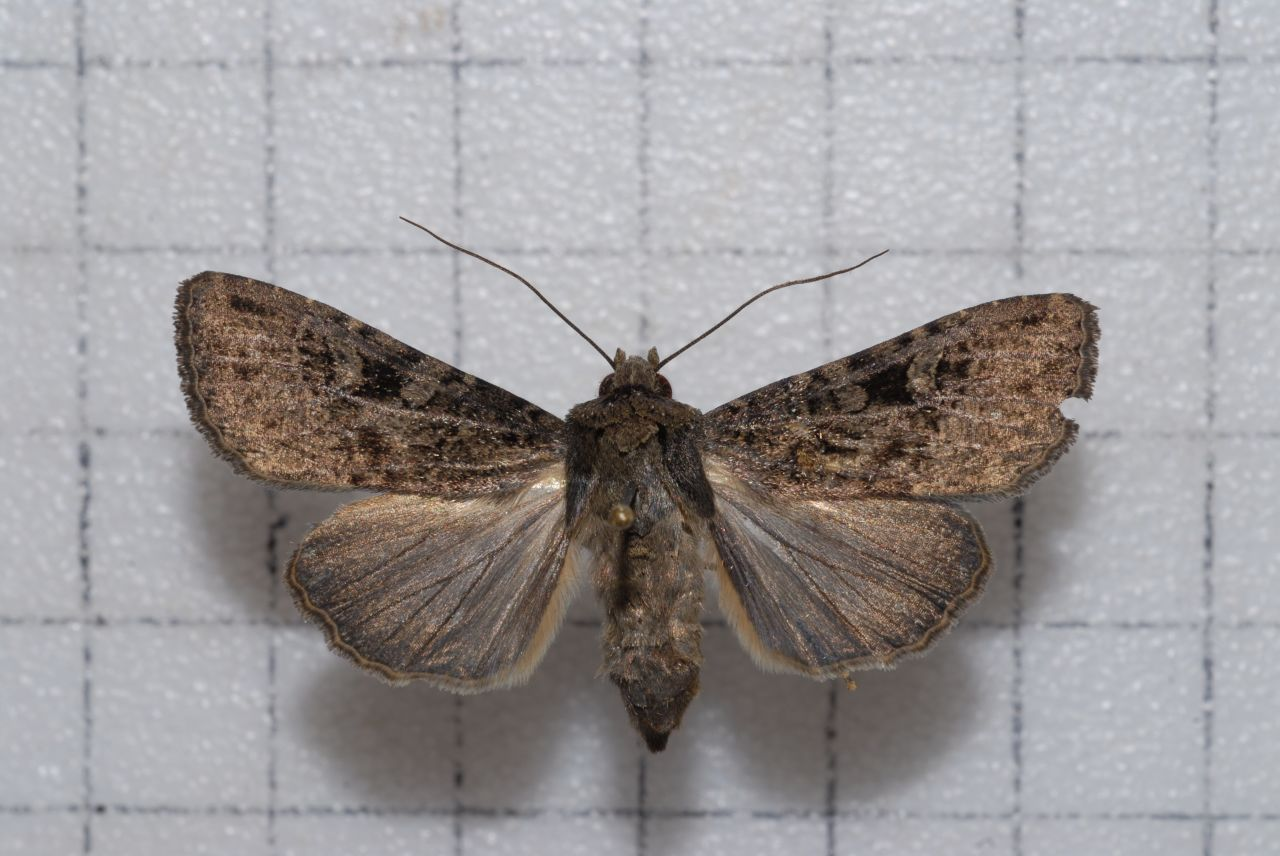
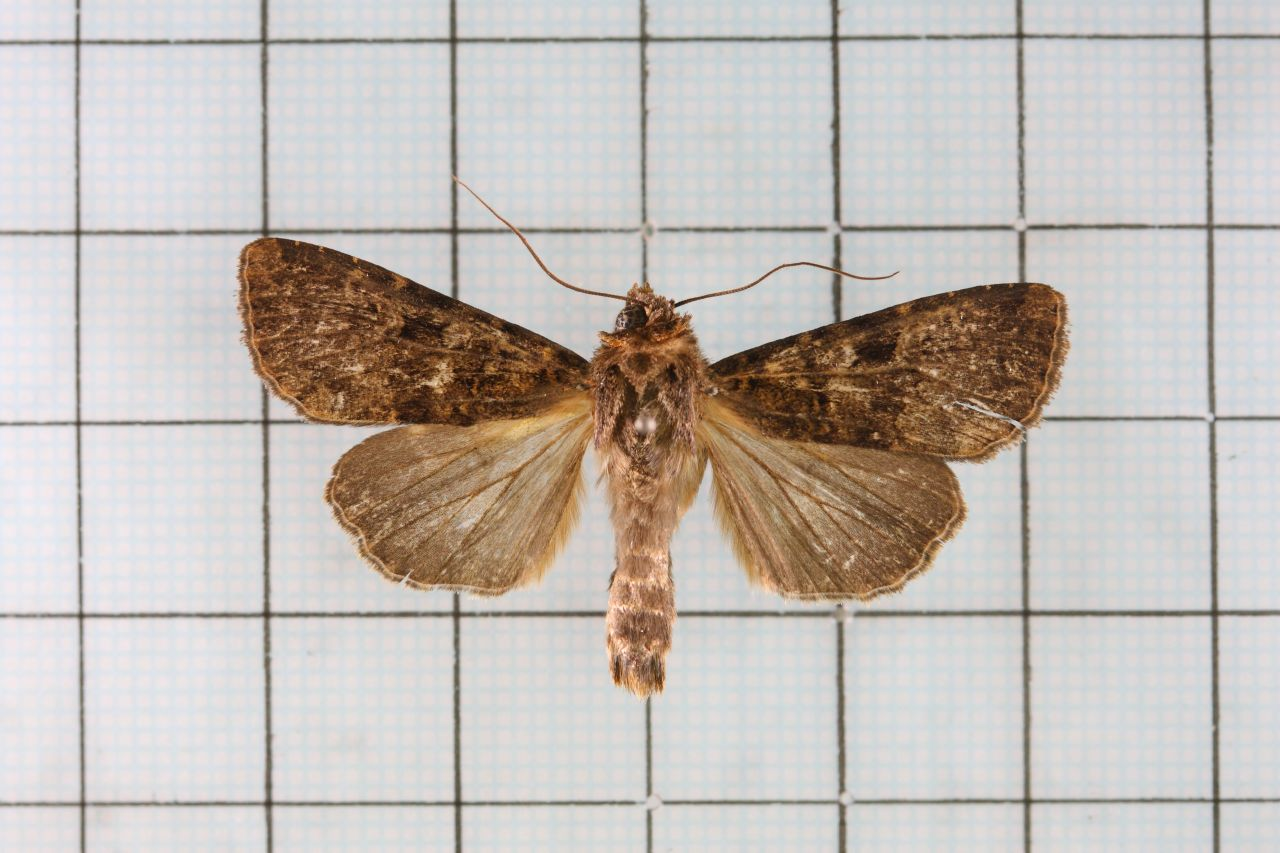